# Loïc Burkhalter
Pour les articles homonymes, voir Burkhalter.
Loïc Burkhalter, né le 11 février 1980 à La Chaux-de-Fonds, est un joueur professionnel suisse de hockey sur glace. Il évolue au poste de centre ou de défenseur.

## Biographie

### Carrière en club
Loïc Burkhalter a découvert le hockey sur glace au HC La Chaux-de-Fonds et c'est avec le club neuchâtelois qu'il débute en LNA lors de la saison 1996-1997. Durant l'été 1999, il rejoint le SC Rapperswil-Jona. Son premier passage dans la cité des Knie ne dure que deux saisons et c'est ainsi qu'en 2001, il traverse le Gothard et atterrit au HC Ambrì-Piotta.
Il joue trois saisons au Tessin avant de continuer son tour de Suisse. Au début de la saison 2004-2005, il signe en effet avec le SC Langnau Tigers. Son aventure à l'Ilfis tourne court et rejoint, le 10 janvier 2006, le HC Davos, avec qui il avait joué la Coupe Spengler en 2005.
Le 21 décembre 2007, il signe un contrat de trois ans avec les Rapperswil-Jona Lakers, contrat valable pour la saison suivante. Il retourne toutefois à Rapperswil précocement, le 2 janvier 2008, dans le cadre d'un échange avec Sven Helfenstein.
Le 7 novembre 2013, il est écarté du cadre des Rapperswil-Jona Lakers, comme l’attaquant Robbie Earl quelques semaines auparavant.
Loïc Burkhalter a par ailleurs été repêché en 2003, en 9e ronde (290e choix au total) par les Coyotes de Phoenix.

#### Anecdote
Loïc Burkhalter s'est reconverti en défenseur au début de la saison 2011-2012 car son club, les Rapperswil-Jona Lakers, avait trop d'attaquants et manquait de défenseurs. Son coéquipier Niki Sirén est d'ailleurs dans le même cas que le Chaux-de-Fonnier.

### Carrière internationale
Loïc Burkhalter a représenté son pays lors des mondiaux juniors en 2000. Il compte en outre 23 capes avec l'équipe de Suisse, mais il n'a jamais été sélectionné pour un championnat du monde ou pour des JO.

## Palmarès
- LNA
  - Champion en 2007 avec le HC Davos.
  - Vice-champion en 2006 avec le HC Davos.
- LNB
  - Vice-champion en 1999 avec le HC La Chaux-de-Fonds.
- Coupe Spengler
  - Vainqueur en 2006 avec le HC Davos.

## Statistiques

### En club
Pour les significations des abréviations, voir Statistiques du hockey sur glace.
| Saison     | Équipe                 | Ligue        |     | Saison régulière | Saison régulière | Saison régulière | Saison régulière | Saison régulière |    | Séries éliminatoires | Séries éliminatoires | Séries éliminatoires | Séries éliminatoires | Séries éliminatoires |
| Saison     | Équipe                 | Ligue        | PJ  | B                | A                | Pts              | Pun              | PJ               | B  | A                    | Pts                  | Pun                  |                      |                      |
| 1996-1997  | HC La Chaux-de-Fonds   | LNA          | 24  | 1                | 0                | 1                | 0                | -                | -  | -                    | -                    | -                    |                      |                      |
| 1997-1998  | HC La Chaux-de-Fonds   | LNA          | 36  | 3                | 4                | 7                | 8                | 12               | 1  | 0                    | 1                    | 2                    |                      |                      |
| 1997-1998  | HC Ambrì-Piotta U20    | Jr. Élites A | 4   | 4                | 2                | 6                | 16               | -                | -  | -                    | -                    | -                    |                      |                      |
| 1998-1999  | HC La Chaux-de-Fonds   | LNB          | 38  | 19               | 29               | 48               | 28               | 12               | 4  | 8                    | 12                   | 10                   |                      |                      |
| 1999-2000  | SC Rapperswil-Jona     | LNA          | 44  | 7                | 5                | 12               | 16               | 11               | 2  | 9                    | 11                   | 0                    |                      |                      |
| 2000-2001  | SC Rapperswil-Jona     | LNA          | 31  | 7                | 5                | 12               | 20               | 4                | 1  | 1                    | 2                    | 0                    |                      |                      |
| 2001-2002  | HC Ambrì-Piotta        | LNA          | 44  | 9                | 12               | 21               | 28               | 6                | 2  | 2                    | 4                    | 6                    |                      |                      |
| 2002-2003  | HC Ambrì-Piotta        | LNA          | 44  | 12               | 22               | 34               | 42               | 4                | 1  | 0                    | 1                    | 2                    |                      |                      |
| 2003-2004  | HC Ambrì-Piotta        | LNA          | 47  | 21               | 26               | 47               | 38               | 4                | 1  | 2                    | 3                    | 4                    |                      |                      |
| 2004-2005  | SC Langnau Tigers      | LNA          | 44  | 8                | 14               | 22               | 30               | 6                | 1  | 3                    | 4                    | 10                   |                      |                      |
| 2005-2006  | SC Langnau Tigers      | LNA          | 34  | 12               | 16               | 28               | 28               | -                | -  | -                    | -                    | -                    |                      |                      |
| 2005-2006  | HC Davos               | LNA          | 12  | 4                | 5                | 9                | 6                | 15               | 6  | 3                    | 9                    | 2                    |                      |                      |
| 2006-2007  | HC Davos               | LNA          | 44  | 12               | 28               | 40               | 18               | 19               | 2  | 5                    | 7                    | 10                   |                      |                      |
| 2007-2008  | HC Davos               | LNA          | 33  | 6                | 18               | 24               | 12               | -                | -  | -                    | -                    | -                    |                      |                      |
| 2007-2008  | Rapperswil-Jona Lakers | LNA          | 17  | 6                | 8                | 14               | 0                | 5                | 0  | 1                    | 1                    | 2                    |                      |                      |
| 2008-2009  | Rapperswil-Jona Lakers | LNA          | 49  | 15               | 31               | 46               | 80               | 6                | 2  | 1                    | 3                    | 4                    |                      |                      |
| 2009-2010  | Rapperswil-Jona Lakers | LNA          | 26  | 6                | 6                | 12               | 18               | -                | -  | -                    | -                    | -                    |                      |                      |
| 2010-2011  | Rapperswil-Jona Lakers | LNA          | 48  | 10               | 15               | 25               | 24               | 10               | 2  | 1                    | 3                    | 16                   |                      |                      |
| 2011-2012  | Rapperswil-Jona Lakers | LNA          | 50  | 8                | 15               | 23               | 22               | 5                | 2  | 3                    | 5                    | 0                    |                      |                      |
| 2012-2013  | Rapperswil-Jona Lakers | LNA          | 48  | 8                | 12               | 20               | 18               | 10               | 0  | 4                    | 4                    | 6                    |                      |                      |
| 2013-2014  | Rapperswil-Jona Lakers | LNA          | 18  | 1                | 5                | 6                | 4                | -                | -  | -                    | -                    | -                    |                      |                      |
| 2013-2014  | HC Bienne              | LNA          | 24  | 3                | 5                | 8                | 6                | 6                | 0  | 1                    | 1                    | 4                    |                      |                      |
| 2014-2015  | HC La Chaux-de-Fonds   | LNB          | 48  | 9                | 31               | 40               | 22               | 7                | 0  | 2                    | 2                    | 4                    |                      |                      |
| 2015-2016  | HC La Chaux-de-Fonds   | LNB          | 30  | 4                | 23               | 27               | 8                | 5                | 0  | 2                    | 2                    | 4                    |                      |                      |
| 2016-2017  | HC La Chaux-de-Fonds   | LNB          | 37  | 8                | 24               | 32               | 20               | 10               | 1  | 5                    | 6                    | 10                   |                      |                      |
| 2017-2018  | HC La Chaux-de-Fonds   | LNB          | 46  | 12               | 31               | 43               | 8                | 5                | 0  | 1                    | 1                    | 4                    |                      |                      |
| Totaux LNA | Totaux LNA             | Totaux LNA   | 718 | 159              | 252              | 411              | 418              | 123              | 23 | 36                   | 59                   | 68                   |                      |                      |
| Totaux LNB | Totaux LNB             | Totaux LNB   | 153 | 40               | 107              | 147              | 78               | 24               | 4  | 12                   | 16                   | 18                   |                      |                      |

### En équipe de Suisse
| Année | Compétition |   | PJ | B | A | Pts | Pun      |  | Résultat |
| 2000  | CM -20 ans  | 7 | 1  | 3 | 4 | 4   | 6e place |  |          |